# Љубави
„Љубави“ е първият сингъл от петия студиен албум на сръбски певец, композитор и музикален продуцент Желко Йоксимович. Песента е поп балада на сръбски език. Музиката и аранжимента са дело на самия Йоксимович, докато текстът е написан от Момчило Баягич – Баяга, бивш член на групата „Рибля чорба“. Още с издаването си песента получава добри позиции в класациите на страните от бивша Югославия.
През 2007 година певецът издава компилация, съдържаща най-добрите му хитове. В нея са включени и два нови сингъла – „Није до мене“ и „Девојка“. След двугодишна пауза излиза именно „Љубави“, звучаща по всички радиостанции в Сърбия, Черна гора, Босна и Херцеговина, Северна Македония и Хърватия. Като цяло песента е посрещната с позитивна критика в тези страни.
Написана е в до минор. Вокалният диапазон на Йоксимович в песента се простира от C3 (до от малка октава) до G#4 (сол диез от първа октава).
Видеоклипът към песента е заснет в периода октомври–ноември 2009 година и в общи линии показва как Йоксимович пее единствен на железопътна гара, където се качва на влак и продължава да пее. Промоцията на клипа се състои на 9 декември 2009 година в белградски експоцентър. Певецът открива концерта с песента и клипа ѝ, казвайки, че започва именно с тази песен, защото е пълна с емоции. Сред гостите на промоцията са и изпълнители от сръбската сцена.